# Westliche Jäglitz
Die Westliche Jäglitz ist ein kleiner Fluss, der im Großen Luch im Landkreis Prignitz in Brandenburg entspringt und im benachbarten Landkreis Ostprignitz-Ruppin in die Jäglitz mündet.

## Flusslauf

### Quelle
Seine Quelle liegt in der westlichen Hälfte des Großen Luchs, gut einen Kilometer ostsüdöstlich von Luisenhof und knapp drei Kilometer südwestlich von Dannenwalde. Ein hier in Nord-Süd-Richtung verlaufender Verbindungsweg von Friedheim im Norden nach Zarenthin im Süden teilt die Niederung in einen kleineren westlichen und einen deutlich größeren östlichen Teil. Die Entwässerung des größeren Teils leistet die Westliche Jäglitz, die des kleineren Teils jedoch die Jäglitz, ein linker Zufluss der Karthane.

### Verlauf
Von seiner Quelle auf der Gemarkungsgrenze zwischen Dannenwalde im Norden und Döllen im Süden durchfließt er das Große Luch und führt dessen Wasser in Richtung Osten ab. In seinem Lauf passiert er dabei die Orte Zarenthin Ausbau, Dannenwalde und Bärensprung. Die Kreisstraße 7009 zwischen Dannenwalde und Bärensprung wird hierbei ebenso gequert, wie auch die östlich davon liegende alte Trasse der Schmalspurbahnstrecke von Rehfeld nach Perleberg der Kleinbahnen der Kreise West- und Ostprignitz.
Im weiteren Verlauf nach Südosten bildet er fast ohne Unterbrechung die Grenze zwischen nördlich und südlich von ihm liegender Gemarkungen. Dies sind im Norden Kolrep, Brüsenhagen, Vehlow, Wutike und Drewen. Im Süden sind es Gumtow, Demerthin, Gantikow und Kyritz. Die Orte, an denen er dabei von West nach Ost vorbeifließt, sind Kolrep Ausbau, Heinzhof, Brüsenhagen-Berg, Ausbau, Steinberg und Karl-Friedrichshof.

### Mündung
Am südlichsten Punkt der Gemarkung von Drewen, auf der Grenze zum benachbarten Kyritz und 750 Meter südwestlich von Grünfelde entfernt, mündet die Westliche Jäglitz in die aus Norden kommende und weiter in Richtung Süden verlaufende Jäglitz.